# Astragalus glaucacanthus
Astragalus glaucacanthus es una especie de planta del género Astragalus, de la familia de las leguminosas, orden Fabales.

## Distribución
Astragalus glaucacanthus se distribuye por Irán.

## Taxonomía
Fue descrita científicamente por Fisch.